# Niederrimsingen

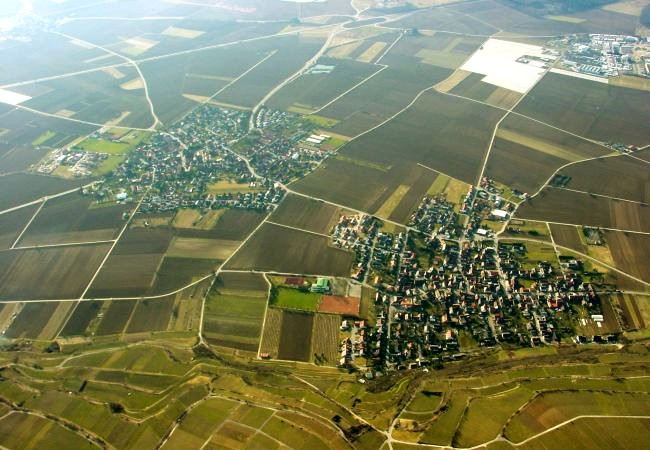
Luftbild Niederrimsingen (vorn rechts) und Oberrimsingen (Mitte links)

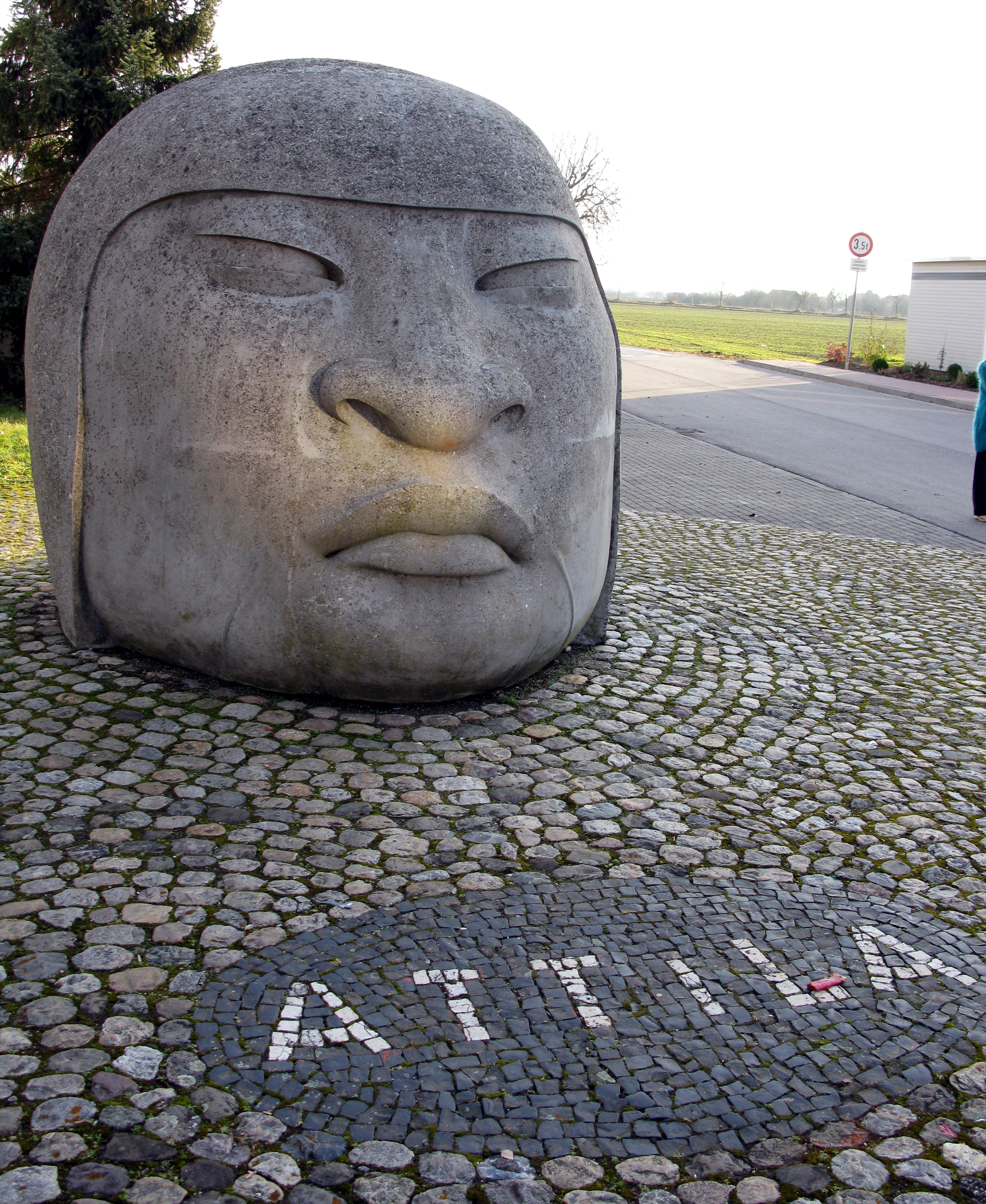
Attila-Denkmal

Niederrimsingen ist wie das benachbarte Oberrimsingen ein Stadtteil der Stadt Breisach am Rhein.
Das Dorf am Südwestrand des Tunibergs liegt 18 Kilometer westlich von Freiburg im Breisgau und südöstlich von Breisach.

## Geschichte
Niederrimsingen wurde 1275 erstmals in einer Urkunde erwähnt, Rimsingen, das später in Nieder- und Oberrimsingen unterteilt wurde, bereits im Jahr 819.
Am 1. April 1973 wurde Niederrimsingen in die Stadt Breisach am Rhein eingegliedert.

## Kirche St. Laurentius
Der Turm der Kirche mit seinen beiden Arkadengeschossen stammt aus dem 11. Jahrhundert und ist damit einer der ältesten im Breisgau. Bei einem Brand im Dorf im letzten Viertel des 15. Jahrhunderts wurde die Kirche stark beschädigt, sodass Chor und Langhaus der Kirche neu errichtet werden mussten. Die nun gotische Kirche erfuhr im 18. Jahrhundert einen barocken Umbau mit neuen Seitenaltären und neuer Kanzel. 1845 wurde der Gottesacker, der sich um die Kirche zog, verlegt. Erhalten sind heute noch die Grabsteine einiger Pfarrer an der Langhausmauer. Die Glasfenster mit den Darstellungen des Hl. Laurentius, des Hl. Martin und des Hl. Konrad stammen aus dem Jahr 1889. Der Hochaltar mit Ambo und Tabernakel ist ein Werk des Breisacher Bildhauers Helmut Lutz und seines Schülers Christoph Bergmann aus dem Jahr 1988. Die ehemalige Ölbergkapelle vor der Kirche dient heute als Gedenkstätte für die Gefallenen der beiden Weltkriege.

St. Laurentius
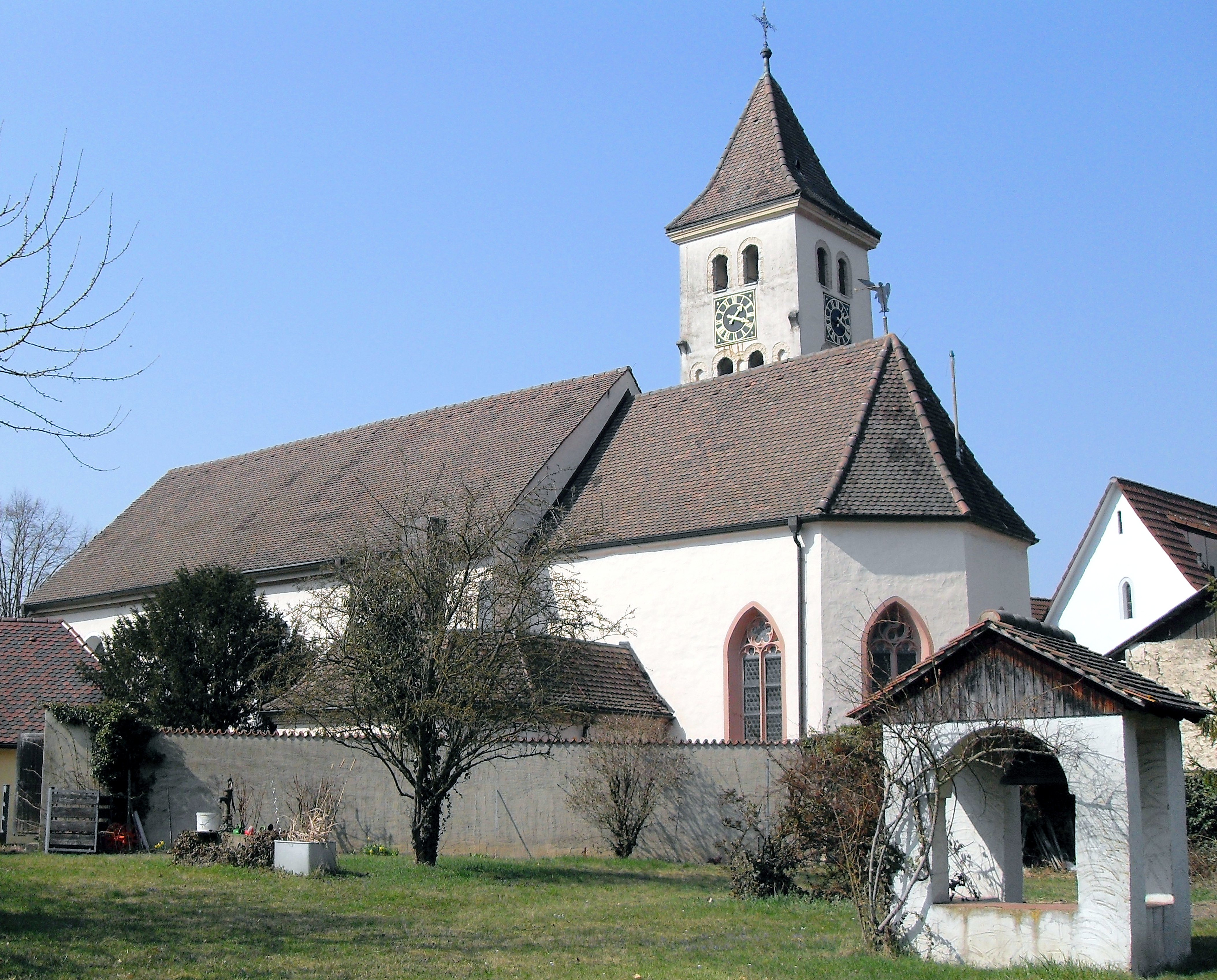
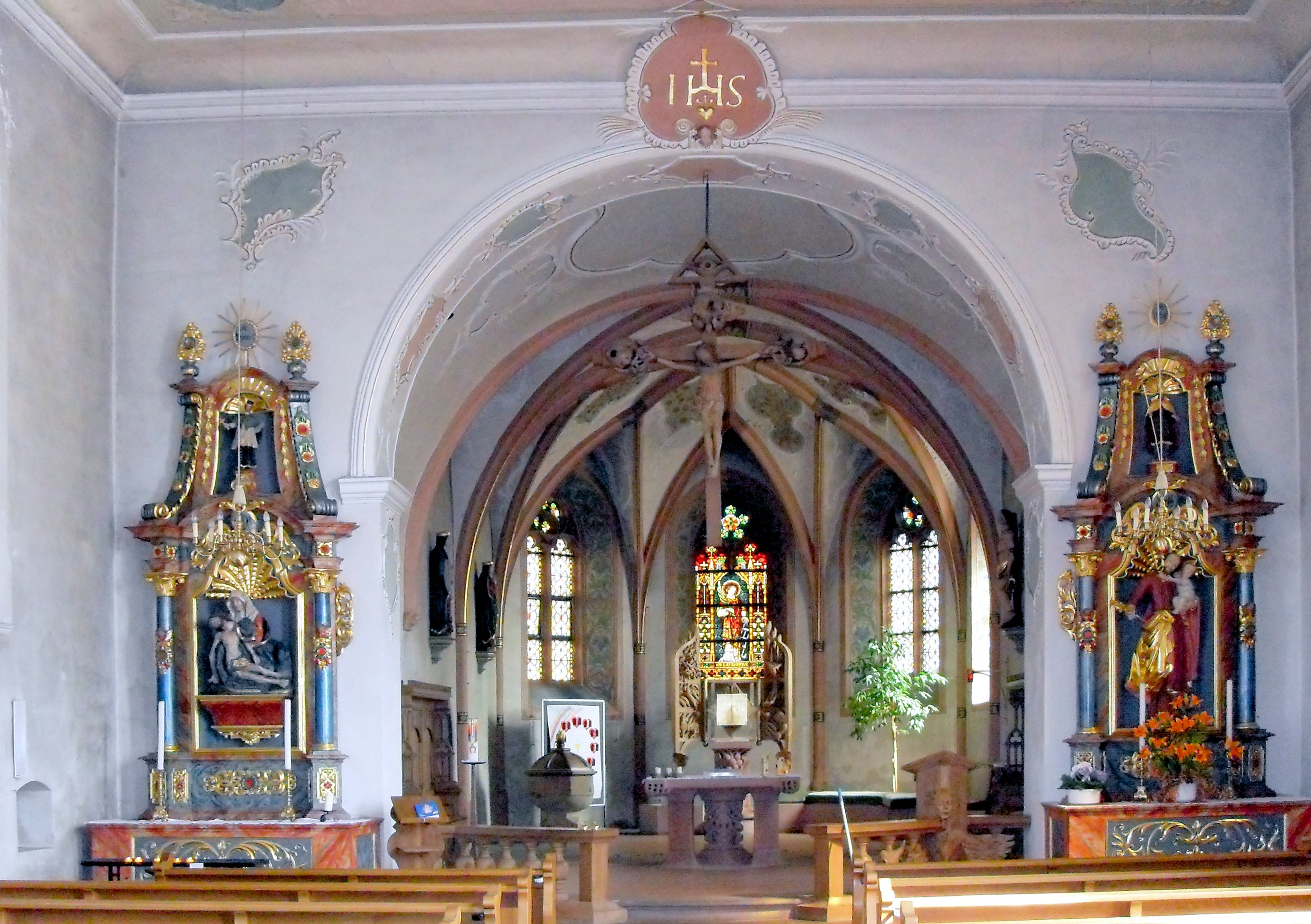

## Attila
Einer regionalen Sage nach, soll auf dem Tuniberg immer wieder mal das Grab von Attila dem Hunnenkönig gefunden worden sein. Überregional bekannt ist inzwischen der Attilafelsen und die Weinlage. Ursprung soll ein Aprilscherz des Winzergenossenschaft-Vorstandes Otto Fischer nach dem Zweiten Weltkrieg sein. Vor der Attila-Mehrzweckhalle wurde am 1. April 1979 ein Attila-Denkmal enthüllt. Es wurde geschaffen vom einheimischen Bildhauer Rainer Stiefvater als Zementplastik. Es ist 2,50 Meter hoch und ähnelt in Form und Aufstellung stark den Olmekenköpfen.